# Río Choqueyapu
El río Choqueyapu (del idioma aymara chuqi yapu, 'chacra de oro') es un río en la región andina de Bolivia y es el principal curso de agua de la ciudad de La Paz. Nace en la Laguna Pampalarama al norte de la ciudad. Según otras fuentes, el río nace en el cerro Chacaltaya y en su primer tramo se llama Jhunu Tincu Jahuira, posteriormente Kaluyo, para finalmente llamarse Choqueyapu al ingresar a la ciudad. Atraviesa el centro y parte de la zona sur de La Paz y en los límites del municipio, cambia de nombre a río La Paz que, a su vez, es tributario del río Beni.
En su trayecto por la ciudad se ve altamente contaminado con todo tipo de desperdicios: Aguas servidas (alcantarilla), deshechos tóxicos industriales, basura. Por esto, a lo largo de su rivera, en la ciudad, desprende constantemente desagradables olores.
Al inicio de su curso, el río tiene un caudal de entre 13 y 27 m3/s, mientras que al final, luego de unirse con todos los pequeños ríos de la ciudad (y en el punto en que cambia de nombre a río La Paz, en Aranjuez), tiene un caudal de entre 290 y 611 m3/s. Recibe el aporte de todos los pequeños ríos de la ciudad: Orkojahuira, Irpavi, Achumani, Huañajauira, Cotahuma y Achocalla, ente otros.

## Recorrido
El río nace al norte de la ciudad de La Paz, en la Laguna Pampalarama, y desciende al centro de la ciudad atravesando la zona de Achachicala, paralelo al sector inicial de la Autopista La Paz-El Alto. El río está embovedado en todo su curso por la zona central que discurre por debajo de las avenidas Ismael Montes y Mariscal Santa Cruz, el Paseo Marina Núñez del Prado y la Avenida del Poeta. El río emerge a la superficie nuevamente a la altura de la Gruta de Lourdes en la zona de San Jorge. De ahí en adelante el río continua su recorrido paralelo a las avenidas del Libertador y Costanera, ya en la zona Sur de la ciudad, hasta su confluencia con los ríos Irpavi y Achumani, en la zona de Calacoto, para luego continuar por La Florida y Aranjuez hasta la confluencia con el río Achocalla.

## Historia

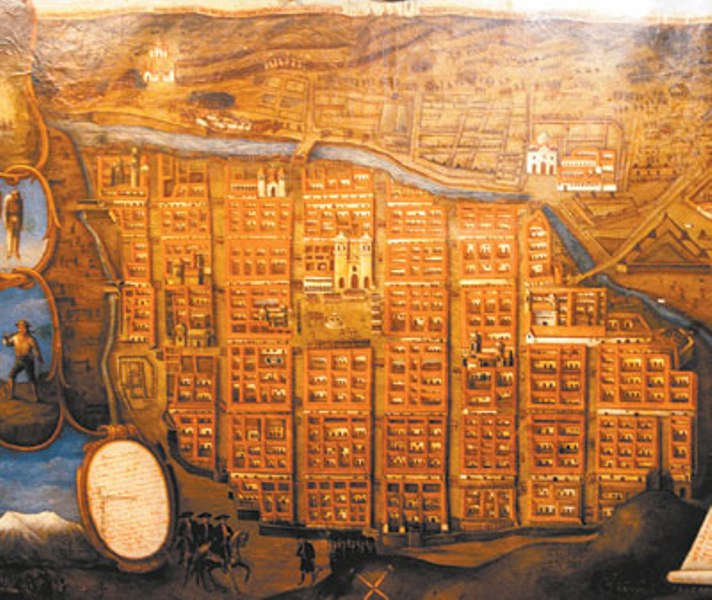
Plano de la ciudad de La Paz en 1781 durante el cerco de Túpac Katari, en él se observa el Río Choqueyapu atravesando la ciudad.

Al momento de la llegada de los españoles al valle de Chuquiago, hoy La Paz, en 1548, en el río Choqueyapu se podía encontrar oro, lo que atrajo a los conquistadores y eventualmente hizo que trasladaran[cita requerida] la recién fundada ciudad desde el altiplano, donde hoy se encuentra el pueblo de Laja, a su actual ubicación.
Luego de la fundación de La Paz, y durante la época colonial, el río dividía la ciudad en dos zonas de diferencias muy marcadas. En la parte este (plaza Murillo, plaza Riosiño) habitaban los blancos y era llamada «ciudad de los blancos». La parte oeste (Plaza Alonzo de Mendoza, Pérez Velasco, zona de San Pedro) habitaban los indios y era llamada «ciudad de los indios».